# Napoleon og den lille Hornblæser
Napoleon og den lille Hornblæser er en dansk stum dramafilm fra 1910 produceret af Nordisk Filmskompagni og instrueret af Viggo Larsen, der også medvirker i filmen som Napoleon.
Filmen havde dansk biografpremiere den 11. september 1910 i Panoptikon og blev i tysktalende lande distribueret som Napoleon und der kleine Hornist.

## Handling
En gruppe soldater med og omkring Napoleon går holdt i en skov om natten. Napoleon lægger sig til at sove, og soldaterne går ud for at sanke brænde til lejrbålet. En lille hornblæser går også ud i skoven for at finde brænde til bålet, men bliver taget til fange af fjenden. Han nægter dog heltemodigt at afsløre franskmændenes position. Det lykkes han at slippe fri, og ved at blæse i fjendens horn advarer han frankmændene om, at fjenden er tæt på. I den efterfølgende kamp, bliver den lille hornblæser ramt af en af fjendens kugler. Napoleon kommer til den døende dreng og placerer Æreslegionens kors på den døde lille hornblæsers bryst og siger bevæget: "Han var en helt, han døde en heltedød!".

## Medvirkende
- Viggo Larsen